# IMC30
Le IMC30 est un indice boursier de la bourse de Mexico.

## Composition
Au 19 août 2011, le IMC30 se composait des titres suivants:
| Symbole     | Société                              | Secteur | Poids indiciel            |
| ----------- | ------------------------------------ | ------- | ------------------------- |
| ALSEA* MM   | Alsea                                | 1.93 %  | Consommation cyclique     |
| AC* MM      | Arca Continental                     | 10.72 % | Consommation non cyclique |
| AXTELCPO MM | Axtel                                | 1.95 %  | Télécommunications        |
| BOLSAA MM   | Bolsa Mexicana de Valores            | 2.21 %  | Finance                   |
| CICSAB1 MM  | Carso Infraestructura y Construccion | 3.64 %  | Industrie                 |
| AUTLANB MM  | Cia Minera Autlan                    | 0.52 %  | Matériaux                 |
| KOFL MM     | Coca-Cola FEMSA                      | 11.89 % | Consommation non cyclique |
| ARA* MM     | Consorcio ARA                        | 1.84 %  | Consommation cyclique     |
| COMERUBC MM | Controladora Comercial Mexicana      | 2.68 %  | Consommation non cyclique |
| ACTINVRB MM | Corp Actinver                        | 0.32 %  | Finance                   |
| GEOB MM     | Corp GEO                             | 4.87 %  | Consommation cyclique     |
| CMOCTEZ* MM | Corp Moctezuma                       | 3.87 %  | Matériaux                 |
| GBMO MM     | Corporativo GBM                      | 1.44 %  | Finance                   |
| HOMEX* MM   | Desarrolladora Homex                 | 3.86 %  | Consommation cyclique     |
| ICA* MM     | Empresas ICA                         | 4.37 %  | Industrie                 |
| FINDEP* MM  | Financiera Independencia             | 1.09 %  | Finance                   |
| LABB MM     | Genomma Lab Internacional            | 4.85 %  | Santé                     |
| GRUMAB MM   | Gruma                                | 1.47 %  | Consommation non cyclique |
| OMAB MM     | Grupo Aeroportuario del Centro Norte | 1.35 %  | Industrie                 |
| GAPB MM     | Grupo Aeroportuario del Pacifico     | 6.26 %  | Industrie                 |
| ASURB MM    | Grupo Aeroportuario del Sureste      | 2.72 %  | Industrie                 |
| GFAMSAA MM  | Grupo Famsa                          | 0.84 %  | Consommation cyclique     |
| KUOB MM     | Grupo KUO                            | 1.35 %  | Industrie                 |
| SIMECB MM   | Grupo Simec                          | 1.06 %  | Matériaux                 |
| BACHOCOB MM | Industrias Bachoco                   | 1.02 %  | Consommation non cyclique |
| ICHB MM     | Industrias CH                        | 2.59 %  | Matériaux                 |
| MEGACPO MM  | Megacable Holdings                   | 2.75 %  | Consommation cyclique     |
| PINFRA* MM  | PINFRA                               | 5.86 %  | Industrie                 |
| AZTECACP MM | TV Azteca                            | 4.25 %  | Consommation cyclique     |
| URBI* MM    | Urbi Desarrollos Urbanos             | 6.42 %  | Consommation cyclique     |